# Islas Palomino
Las Islas Palomino, llamadas también Islotes Palominos, son un grupo de pequeñas islas que se encuentran frente a la Provincia Constitucional del Callao en el Perú. Albergan una numerosa población de lobos marinos y aves marinas, por lo cual se han convertido en zona turística. 

## Ubicación
El conjunto está formado por cuatro pequeños islotes que se ubican a 6 millas del puerto del Callao, hacia el oeste de la isla San Lorenzo.

## Turismo
Las islas conforman una zona turística donde se puede apreciar una importante cantidad de lobos marinos viviendo en su hábitat natural. Las islas albergan grandes colonias de aves marinas. En sus costas se pueden encontrar gaviotas, guanayes, zarcillos, piqueros, pelícanos, patillos y chuitas.
En la parte más alta de la isla se ubica un viejo faro que sirvió como guía a los barcos y vapores que frecuentaban las playas y puerto del Callao. En la isla también se puede apreciar un paso de agua que es conocido como la Catedral de las Islas Palomino.

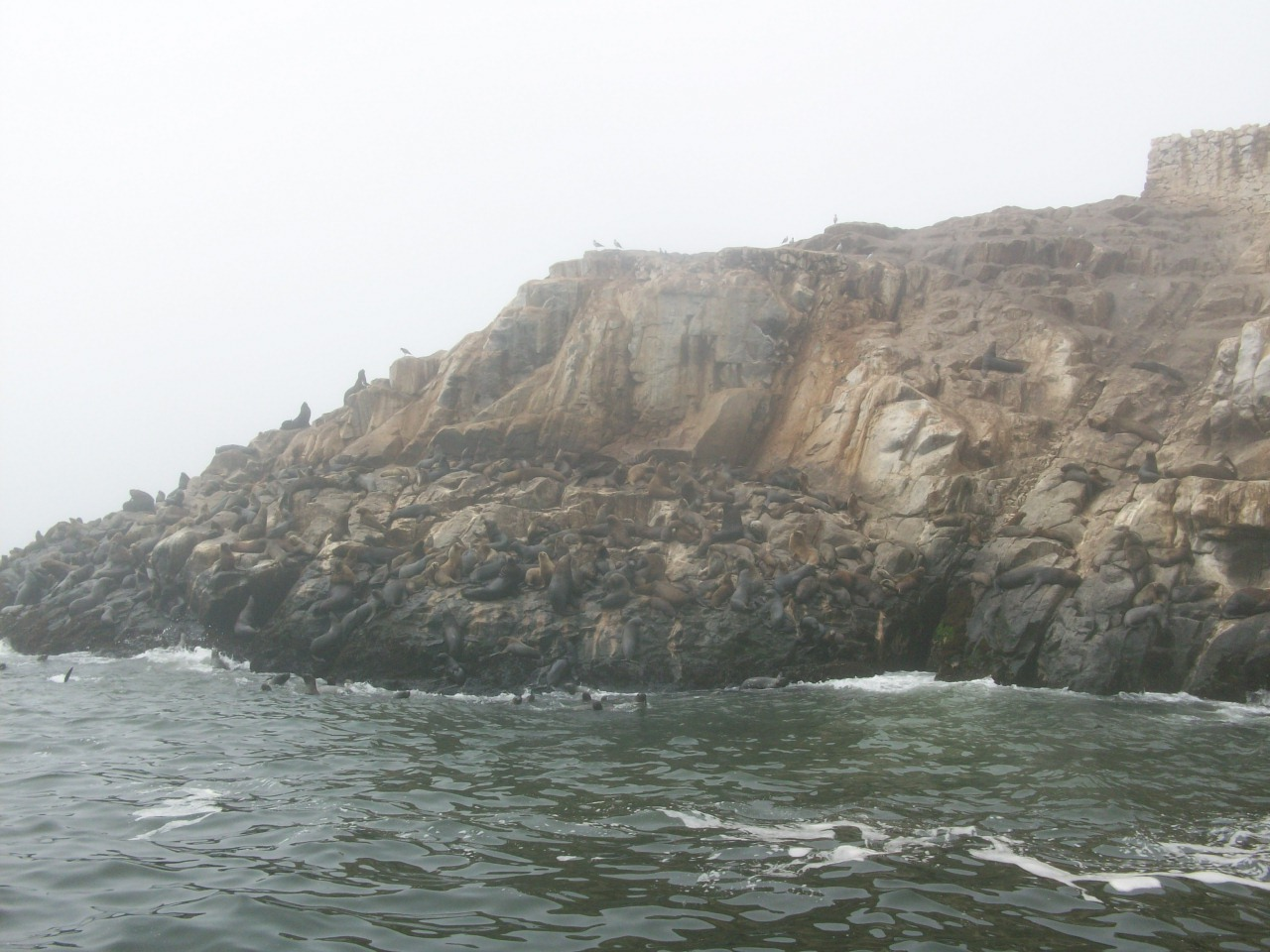
Lobos marinos en las islas Palomino del Callao
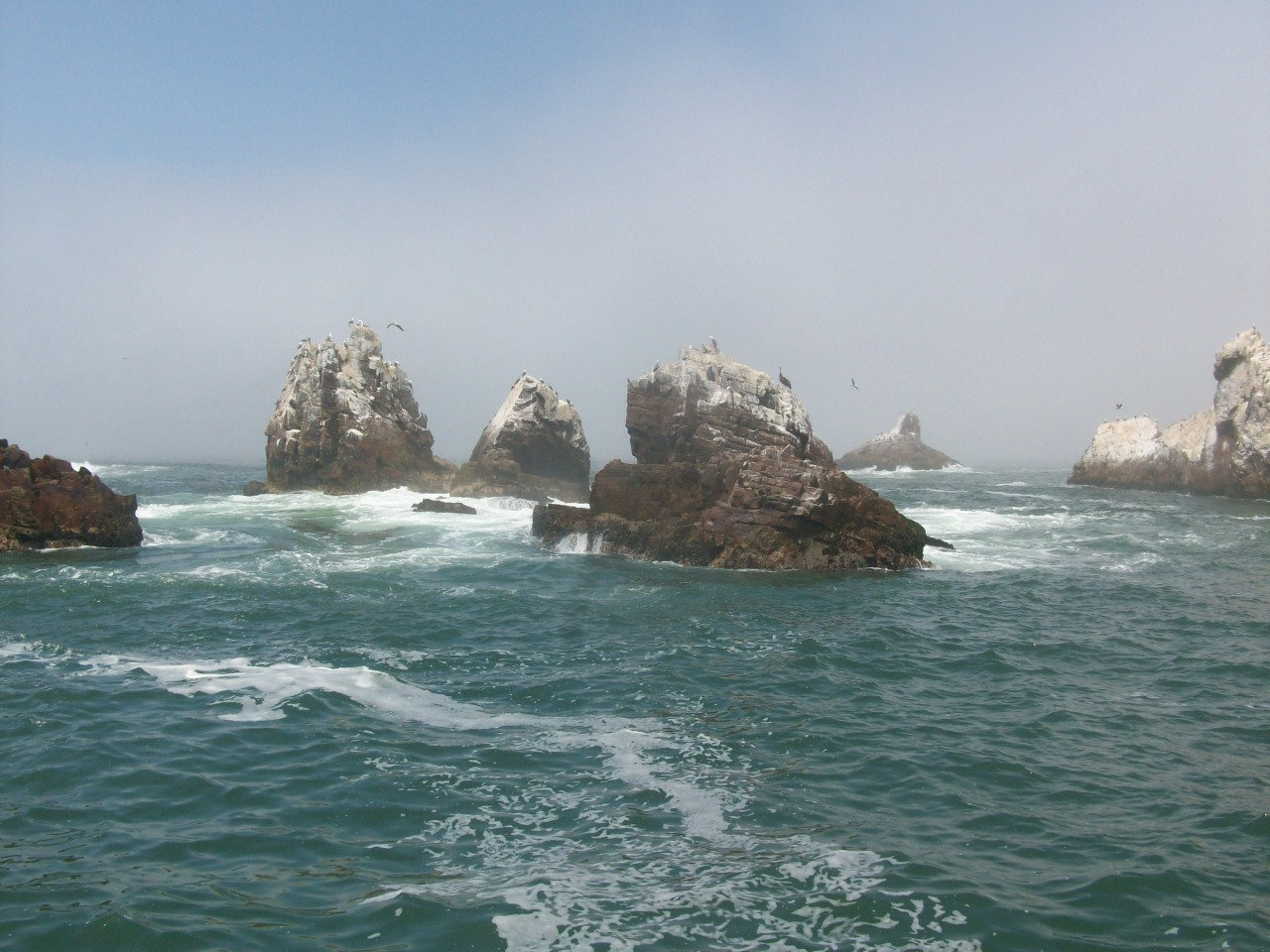
Aves marinas en las islas Palomino del Callao